# João Fernandes de Lima (político)
João Fernandes de Lima (Mamanguape, 5 de Julho de 1901 - Niterói, 12 de Abril de 1980) foi um usineiro, advogado e político brasileiro.

## Biografia
Filho de Antônio Fernandes Sobrinho e Maria Caetano Alves de Lima.
Iniciou seus estudos na cidade de Mamanguape e bacharelou-se em Ciência Jurídicas e Sociais na Faculdade de Direito do Recife. Em 1922 fundou com os irmãos a firma Fernandes & Cia., tendo como objetivo a importação de trigo e exportação de açúcar. Mais tarde, em 1940 instala a usina Monte Alegre em seu município natal.
Irmão do também governador da Paraíba José Fernandes de Lima e do prefeito de Mamanguape Manoel Fernandes de Lima.
Seu filho João Laércio Gagliardi Fernandes foi secretário da Casa Civil, secretário do Planejamento, secretário da Controladoria Geral, presidente da Companhia de Desenvolvimento da Paraíba e Chefe de Gabinete da Paraíba, além de diretor nacional de Benefícios do Instituto Nacional do Seguro Nacional (INSS).
Seu sobrinho-neto Ariano Fernandes foi deputado estadual da Paraíba em quatro legislaturas e superintendente da Superintendência de Administração do Meio Ambiente.

## Carreira política
Participou da fundação do PSD e foi eleito deputado estadual à Assembléia Constituinte em 1947 com 2.206 votos (1,48%), sendo eleito presidente da Assembléia Legislativa da Paraíba.
Foi eleito em outubro de 1950 como vice-governador do estado da Paraíba com 145.633 votos e em  27 de outubro de 1951, cria a Secretaria de Estado do Desenvolvimento Humano do Estado da Paraíba.
Em 1953 assumiu o governo da Paraíba, ficando até 1954, no período que o governador eleito, José Américo de Almeida, assumiu a pasta do Ministério de Viação e Obras Públicas no governo do presidente Getúlio Vargas.
Assumiu em 1957 a presidência do Banco do Nordeste.
Nas eleições de 1962 foi candidato a deputado federal obtendo 4.399 votos (1,61%) e atingindo a primeira suplência do PSD. Com a implantação da ditadura militar, assumiu o mandato em virtude da cassação do deputado Abelardo de Araújo Jurema com base no Ato Institucional número 1. Neste período foi vice-presidente da Comissão de Legislação Social.
Após a instituição do bipartidarismo em 1966, optou por filiar-se ao MDB por fazer oposição ao governo militar. Candidato à reeleição, obteve 10.306 votos, sendo o segundo suplente do partido.
Candidata-se em 1970 e 1978, alcançando a primeira suplência com 22.104 votos (5,87%) e a segunda suplência com 10.412 votos (1,69%) respectivamente.
Com o fim do bipartidarismo passa a apoiar o PMDB.